# Anholt (Danemark)
Pour les articles homonymes, voir Anholt.
L'île d'Anholt est une île danoise du Cattégat. Sa superficie est de 21,75 km2 et sa population d'environ 160 personnes. Elle peut être reliée par ferry à Grenå. Depuis la réforme des municipalités le 1er janvier 2007, elle a fusionné à la municipalité de Norddjurs dans la région du Jutland-Central.

## Histoire

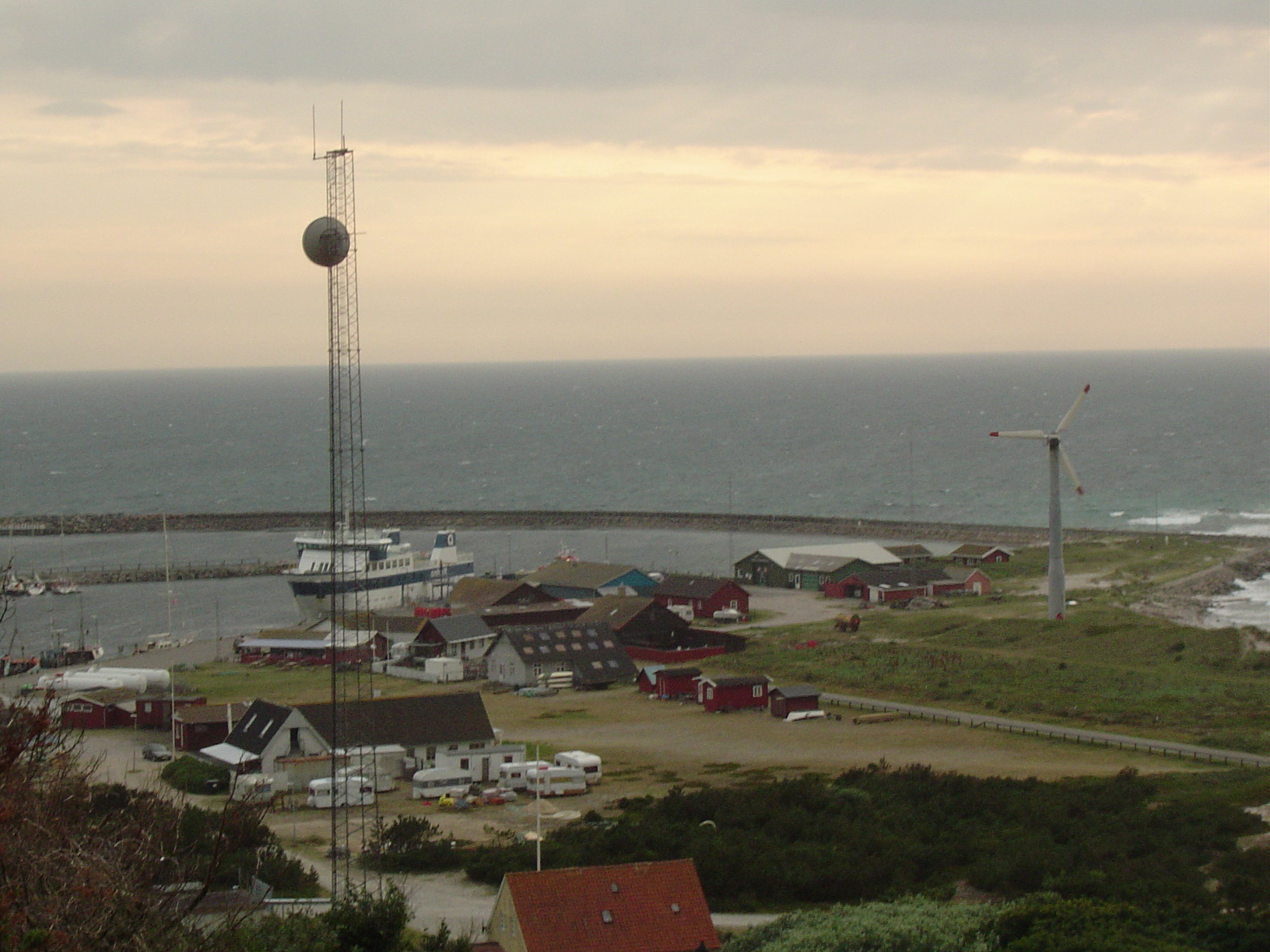
Port d'Anholt

Cette île faisait autrefois partie de la province historique de Halland mais est restée danoise lorsque la Suède s'est définitivement emparée de cette province au XVIIe siècle.
De 1808 à 1814, Anholt était occupé par les Britanniques qui cherchèrent à restaurer les fonctions du phare. Durant la Guerre des canonnières, le Danemark tenta de reprendre l'île. La bataille d'Anholt (27 mars 1811) marqua une victoire britannique décisive et un désastre de l'armée danoise. Un monument commémorant cette bataille se trouve dans le village d'Anholt.
La construction du port de l'île a débuté en 1899 et a duré jusqu'à sa mise en service en 1902. Le centenaire du port a été célébré avec un an de retard, en juin 2003.

## Géographie
La partie occidentale d'Anholt est un pays de moraines. Le petit village est situé au milieu du paysage dont le port (construit en 1902) est placé à la pointe nord-ouest de l'île. La partie orientale de l'île est connu comme le plus grand désert de l'Europe nordique, résultat de centaines d'années d'utilisation de bois de chauffage notamment pour le phare sur la pointe orientale de l'île. De grands efforts ont été entrepris pour préserver ce paysage unique et prévenir les effets dévastateurs de l'érosion. Strictement parlant, le « désert » n'est pas un vrai désert mais une terre de bruyères et de lichens.
À la pointe orientale de l'île (Totten) se trouve la plus grande colonie de phoques du Danemark. Cette partie de l'île est protégée des visiteurs.